# بخش سردوبسکی
بخش سردوبسکی (به لاتین: Serdobsky District) یک منطقهٔ مسکونی در روسیه است که در استان پنزا واقع شده‌است.